# Copa del Generalíssim de futbol 1955-56
La Copa del Generalíssim de futbol 1955-56 va ser la 52ena edició de la Copa d'Espanya.

## Vuitens de final
6 i 13 de maig.
| Equip 1                 | Global | Equip 2                      | Anada | Tornada |
| ----------------------- | ------ | ---------------------------- | ----- | ------- |
| Deportivo de La Coruña  | 3-6    | CA Osasuna                   | 1-2   | 2-4     |
| Club Athletic de Bilbao | 6-2    | Cultural y Deportiva Leonesa | 3-0   | 3-2     |
| Reial Valladolid        | 7-2    | Celta de Vigo                | 6-0   | 1-2     |
| Reial Madrid CF         | 7-1    | Reial Societat               | 5-0   | 2-1     |
| Hèrcules CF             | 2-3    | FC Barcelona                 | 1-2   | 1-1     |
| RCD Espanyol            | 3-2    | Sevilla CF                   | 3-2   | 0-0     |
| Real Jaén CF            | 2-1    | València CF                  | 1-0   | 1-1     |
| UD Las Palmas           | 1-10   | Club Atlético de Madrid      | 1-4   | 0-6     |

## Quarts de final
20 i 27 de maig.
| Equip 1                 | Global | Equip 2                 | Anada | Tornada |
| ----------------------- | ------ | ----------------------- | ----- | ------- |
| Club Athletic de Bilbao | 6-3    | CA Osasuna              | 4-1   | 2-2     |
| RCD Espanyol            | 7-5    | FC Barcelona            | 3-1   | 4-4     |
| Real Jaén CF            | 2-7    | Club Atlético de Madrid | 2-2   | 0-5     |
| Reial Madrid CF         | 8-3    | Reial Valladolid        | 4-1   | 4-2     |

## Semifinals
10 i 17 de juny.
| Equip 1         | Global | Equip 2                 | Anada | Tornada |
| --------------- | ------ | ----------------------- | ----- | ------- |
| Reial Madrid CF | 4-5    | Club Athletic de Bilbao | 2-2   | 2-3     |
| RCD Espanyol    | 2-2    | Club Atlético de Madrid | 1-2   | 1-0     |

- Desempat

| Equip 1      | Marcador | Equip 2                 |
| ------------ | -------- | ----------------------- |
| RCD Espanyol | 0-3      | Club Atlético de Madrid |

## Final
| Athletic Club               | 2 - 1 | Atlètic de Madrid |
| --------------------------- | ----- | ----------------- |
| Arteche 37' · Maguregui 70' |       | Molina 26'        |

## Campió
| Campions de la Copa d'Espanya 1956 |
| ---------------------------------- |
| · Athletic Club · 19è títol        |